# Округ Елко (Невада)
Елко (енгл. Elko County) је округ у америчкој савезној држави Невада.

## Демографија
По попису из 2010. године број становника је 48.818, што је 3.527 (7,8%) становника више него 2000. године.
| Група             | 2000.          | 2010.          |
| Белци             | 32.771 (72,4%) | 33.730 (69,1%) |
| Афроамериканци    | 267 (0,6%)     | 378 (0,8%)     |
| Азијати           | 306 (0,7%)     | 442 (0,9%)     |
| Хиспаноамериканци | 8.935 (19,7%)  | 11.158 (22,9%) |
| Укупно            | 45.291         | 48.818         |